# 埃德爾斯坦 (伊利諾伊州)
埃德爾斯坦（英語：Edelstein）是位於美國伊利諾伊州皮奧里亞縣的一個非建制地區。該地的面積和人口皆未知。

## 地理
埃德爾斯坦的座標為40°56′25″N 89°38′00″W / 40.94028°N 89.63333°W，而該地的平均海拔高度為248米（即814英尺）。